# Носатенко, Владимир Антонович
Владимир Антонович Носатенко — советский хозяйственный и государственный деятель, лауреат Государственной премии СССР за выдающиеся достижения в труде.

## Биография
Родился в 1939 году на территории современной Днепропетровской области. Член КПСС.
В 1962—1999 годах — вальцовщик, бригадир вальцовщиков Западно-Сибирского металлургического комбината.
Подготовил 20 вальцовщиков в качестве наставника молодежи, председатель ПДПС комбината, председатель Совета бригады, член заводской комиссии по качеству продукции.
За большой личный вклад в повышение производительности работы металлургического и горнодобывающего оборудования был в составе коллектива удостоен Государственной премии СССР за выдающиеся достижения в труде 1984 года.
Делегат XXVII съезда КПСС.
Жил в Новокузнецке.

## Награды
- Орден Ленина (31.12.1986)
- Орден Трудового Красного Знамени
- Орден Знак Почёта
- Орден Трудовой Славы III степени